# Psicosis posparto

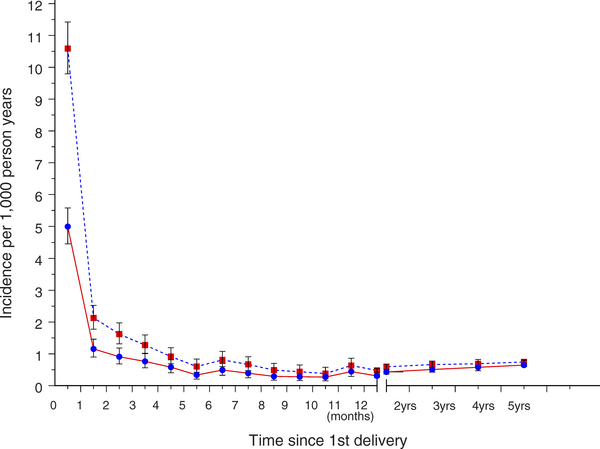
Incidencia de psicosis posparto en madres primerizas suecas.

La psicosis posparto o psicosis puerperal es una psicosis que se puede presentar, a pesar de que es muy poco frecuente, durante el puerperio, y que está caracterizada por la pérdida del sentido de la realidad, alucinaciones, alteraciones del contenido del pensamiento y alteraciones graves del comportamiento. Su incidencia es de 1-2 casos cada 1000 partos. No debe confundirse con la depresión puerperal, a pesar de que una depresión puerperal no tratada podría evolucionar en una psicosis puerperal. Ambas son muy diferentes del llamado baby blues, una angustia y gran emotividad que la mayoría de madres tienen los primeros días después del parto y que forma parte de un proceso adaptativo normal, sin ser ninguna enfermedad ni necesitar tratamiento, puesto que desaparece espontáneamente.
La psicosis puerperal necesita tratamiento médico y es la enfermedad más grave que puede ocurrir como consecuencia del ciclo del embarazo, parto y puerperio; aparece durante esta última fase del ciclo y puede tener una duración superior a la del mero embarazo. Va precedida de insomnio e irritabilidad pero los síntomas agudos; que incluyen delirio agudo, falsos reconocimientos y desorientación; aparecen de manera brusca. Un 2% de los ingresos de mujeres en clínicas psiquiátricas se deben a esta psicosis.
Esta enfermedad ya fue descrita por Hipócrates, a pesar de que el nombre actual no fue utilizado hasta el año 1875. Se clasifica a la categoría del DSM-IV. Se sabe que algunas mujeres están más predispuestas que otras a sufrirla, y que las féminas que han tenido una psicosis posparto tienen un mayor riesgo de sufrir un trastorno bipolar posteriormente, lo que hace pensar que quizás este tipo de psicosis podría ser en realidad una subcategoría dentro del trastorno bipolar.

## Causas
Típicamente se habla de causas asociadas al estrés que implica el parto y el cambio hormonal del puerperio, pero se ha comprobado que el tratamiento con las hormonas femeninas que intervienen (estrógenos y progesterona) no es efectivo.
Hay estudios que sugieren la presencia de conflictos de la madre en relación con la maternidad como, por ejemplo, un embarazo no deseado, el hecho de sentirse atrapadas en un matrimonio infeliz o un tipo de vida infeliz debido al embarazo, etc. En general, algunos investigadores sostienen que las causas de esta psicosis son puramente psicosociales, y lo argumentan relacionando la preponderancia de madres primerizas con los factores estresantes que se asocian a las psicosis puerperal. Algunos de los principales factores pueden ser trastornos bipolares preexistentes, psicosis puerperal previa o un trastorno depresivo grave.
Algunas psicosis posparto pueden ser causadas por ciertas alteraciones orgánicas o enfermedades médicas asociadas al puerperio, como infecciones (que es la causa más frecuente: pueden ser, por ejemplo, tiroiditis posparto, fiebre puerperal o mastitis), el síndrome de Sheehan, trastornos autoinmunes relacionados con el embarazo o pérdidas de sangre. Otras causas pueden ser estados de abstinencia, un tumor intracraneal, una intoxicación por sustancias como la meperidina o la escopolamina o bien una toxemia.

## Tratamiento
La madre suele precisar de un ingreso en un hospital durante unos ocho días, y por lo general también el hijo. Es posible que sea tratada con terapias de electroshock, que no afectan a la lactancia, pero pueden acompañarse o ser sustituidas por psicofármacos. Muchas veces se aconseja además un acompañamiento psicológico.
En la atención sanitaria, las necesidades de la madre enferma se han de cubrir según la pirámide de Maslow, es decir, comenzando por las necesidades físicas: valorar el potencial de violencia hacia los demás o hacia ella misma, establecer con ella una relación de confianza para reducir su ansiedad y promover su contacto con la realidad, limitar los comportamientos inaceptables que pueda tener (por ejemplo, puede ser útil ofrecerle alternativas) y enseñarle mecanismos más eficaces de adaptación y de enfrentamiento a sus sentimientos.

### Prevención en madres con trastorno bipolar
Los datos sobre el tratamiento del trastorno bipolar en mujeres fértiles son limitados a estudios de caso-control y a registros de drogas, puesto que no hay ensayos clínicos en esta población. Las mujeres con trastorno bipolar tienen un riesgo cien veces más alto de desarrollar una psicosis posparto. Por esta razón se recomienda un tratamiento más allá del parto y también una estrecha monitorización del neonato. Puede ser necesario incrementar más de un 50% la medicación durante el segundo y tercer trimestre del embarazo, gracias a que la depuración de creatinina se duplica y el volumen del plasma también se ve incrementado. Otro tratamiento, como por ejemplo el verapamilo, parece ser eficaz durante la manía y no tiene efectos adversos. La terapia cognitiva centrada en la adherencia al tratamiento y la minimización de estresores, que proporciona actividades ocupacionales y minimiza la deprivación de sueño, puede ayudar a prevenir la manía.
En el momento del parto habrá que disminuir la dosis de litio (que desde el parto ha sido aumentada en el primer y segundo mes, y después semanalmente) a la mitad de la que tenía justo antes y, después del parto, hay que volver a la dosis preparto, salvo que haya una grave desestabilización del estado de ánimo. El ácido valproico y la carbamazepina son compatibles con la lactancia materna.
Los antipsicóticos típicos (haloperidol y clorpromazina) parecen ser seguros durante el embarazo, pero pueden tener efectos secundarios (discinesia tardía, hiperprolactinemia, etc.) en la madre. Los anticomiciales, incluyendo la carbamazepina y el ácido valproico, son fármacos que pueden causar la muerte del feto si la madre los toma durante el primer trimestre de embarazo. La lamotrigina se tiene que mantener por debajo de 200 mg para reducir el riesgo de anomalías congénitas del hijo.

#### Importancia de la asistencia médica
Se observa que cuando la madre cuida de su bebé, la enfermera, mediante su presencia, brinda protección a ambos para reducir posibles consecuencias negativas. Al utilizar la presencia como una de sus intervenciones principales, la enfermera transmite sentimientos de seguridad y confianza durante los momentos de mayor ansiedad de las mujeres. Esto ayuda a disminuir sus temores y a crear un ambiente tranquilo y relajado.
Se sabe que la enfermera, mediante su presencia, puede fortalecer el vínculo entre la madre y su recién nacido. Actúa como un modelo de referencia e imitación, lo que facilita el desarrollo de planes de acción que permiten a la mujer potenciar su papel como madre. Se ha observado que cantar canciones de cuna juntas puede mejorar el apego de las madres hacia sus bebés, promoviendo así una conexión de bienestar para ambos.
Se ha encontrado que la presencia del personal de enfermería constituye un enfoque beneficioso y, en principio, sin efectos negativos. Cuando esta presencia es limitada, se incrementan en los pacientes los sentimientos de abandono y malestar. Una de las características más destacadas de la intervención de enfermería es su efecto directo en la salud, la confianza, la esperanza, la autoestima y el sentido del yo. 

## Incidencia
La psicosis puerperal es mucho menos frecuente que las otras complicaciones que se pueden producir durante el puerperio, puesto que afecta sólo a un 0,15 % de los nacimientos. Al menos la mitad de los casos se dan en madres primerizas, y el riesgo para la madre aumenta si esta además ha tenido algún antecedente de trastorno familiar. La mitad de féminas afectadas, es decir un 0,08 % de los nacimientos totales de todas las mujeres, habían tenido antecedentes familiares con trastornos afectivos de cualquier tipo. 
La mitad de casos de psicosis posparto ocurren en puerperios asociados a partos con complicaciones perinatales no psiquiátricas.